# Glenn Albrecht

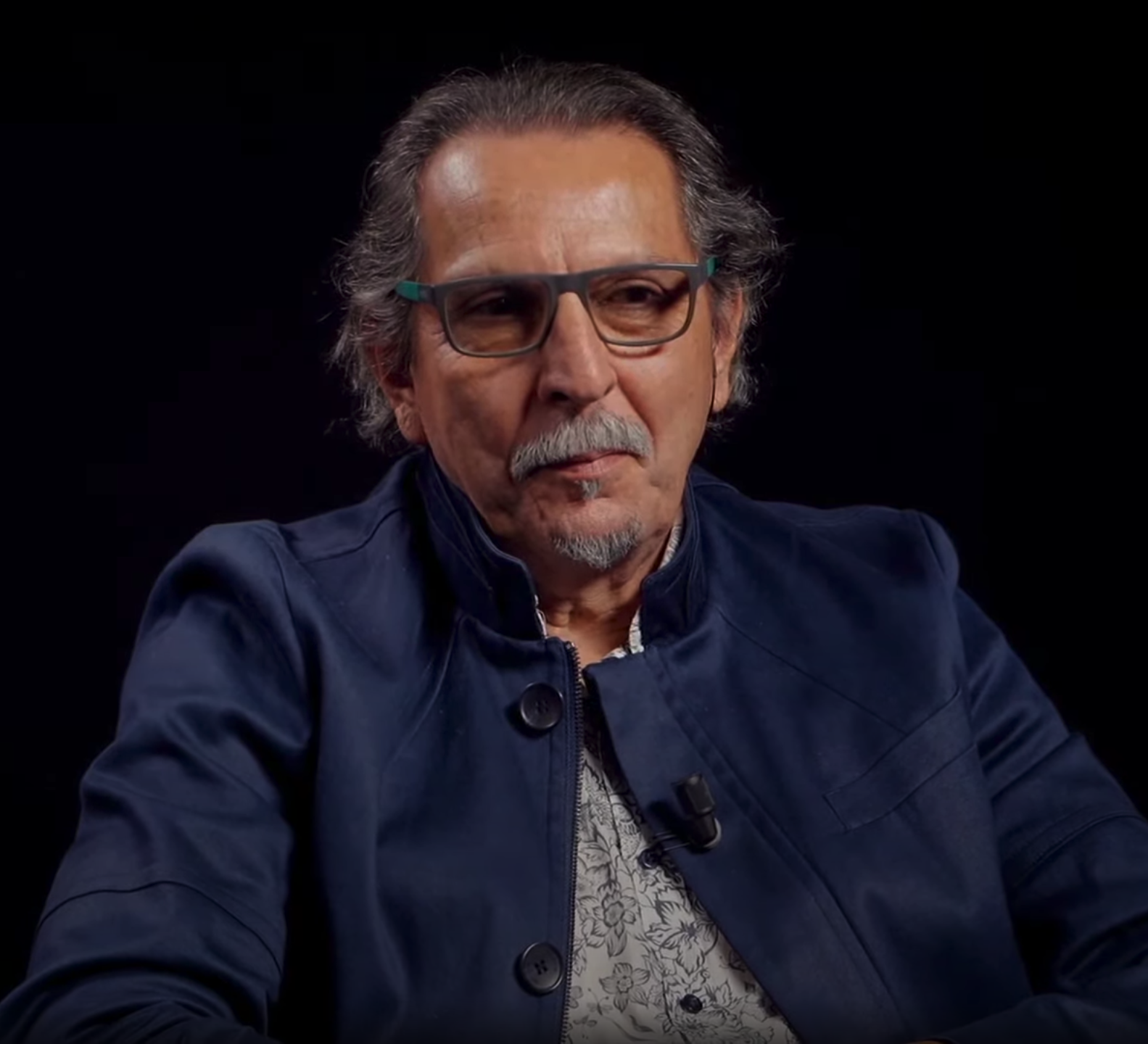
Glenn Albrecht

Glenn Anthony Albrecht (5 maart 1953) is een Australisch filosoof, universitair docent en milieu-activist. Hij doceerde duurzaamheid aan Murdoch University in West-Australië en ging in 2014 met pensioen. Van de School of Geosciences van de University of Sydney kreeg hij de eretitel honorary fellow.
Tot 2008 was Albrecht universitair hoofddocent in Environmental Studies aan de Universiteit van Newcastle in New South Wales. Albrecht introduceerde verscheidene neologismen zoals endemofilie, terrafurie, solastalgie en het Symbioceen.

## Biografie
Glenn Albrecht is een milieufilosoof met zowel theoretische als toegepaste interesses in de relatie tussen ecosysteem en menselijke gezondheid. Hij heeft een pioniersrol vervuld in het onderzoekdomein van 'psychoterratische' of aardgerelateerde psychische aandoeningen met het concept van 'solastalgie' of de geleefde ervaring van negatieve veranderingen in het milieu. Hij heeft ook publicaties op het gebied van dierethiek, waaronder de ethiek van het verplaatsen van bedreigde diersoorten in het licht van de druk door de klimaatverandering.
Hij is gepubliceerd in vele peer-reviewed tijdschriften en heeft in 2010 boekhoofdstukken over zijn onderzoekinteresses voltooid en gepubliceerd. Samen met collega's Nick Higginbotham (University of Newcastle) en Linda Connor (Sydney University) met subsidies van het Australian Research Council Discovery Project, heeft Glenn onderzoek gedaan naar de impact van mijnbouw in de Upper Hunter Region van NSW, Australië, en nu, de impact van klimaatverandering op gemeenschappen, opnieuw in de Hunter Region. Glenn is ook als hoofdonderzoeker betrokken geweest bij onderzoek van het ARC Discovery Project naar de sociale en ethische aspecten van de volbloedpaardenindustrie wereldwijd.
Glenn Albrecht is een pionier op het gebied van transdisciplinair denken en produceerde in 2001 samen met Higginbotham en Connor een belangrijk boek over dit onderwerp, Health Social Science: A Transdisciplinary and Complexity Perspective met Oxford University Press. Zijn huidige grote onderzoeksinteresse, de positieve en negatieve psychologische, emotionele en culturele relaties die mensen moeten plaatsen en de transformatie ervan is er een die hem een internationaal onderzoeksprofiel oplevert.
In 2019 verscheen zijn boek 'Earth Emotions: New Words for a New World'. Een Franse vertaling verscheen eind februari 2020.